# (472262) 2014 QN441
(472262) 2014 QN441, também escrito como (472262) 2014 QN441, é um objeto transnetuniano que está localizado no Cinturão de Kuiper, uma região do Sistema Solar. Ele possui uma magnitude absoluta de 6,7 e tem um diâmetro estimado com 201 quilômetros. O astrônomo Mike Brown liste este corpo celeste em sua página na internet como um candidato a possível planeta anão.

## Descoberta
(472262) 2014 QN441 foi descoberto no dia 18 de agosto de 2014 pelo The Dark Energy Survey.

## Órbita
A órbita de (472262) 2014 QN441 tem uma excentricidade de 0,284 e possui um semieixo maior de 46,249 UA. O seu periélio leva o mesmo a uma distância de 33,117 UA em relação ao Sol e seu afélio a 59,381 UA.